# Diagram następstwa produktów
Diagram następstwa produktów jest to część planu ilustrująca kolejność wytwarzania lub pozyskiwania produktów oraz współzależności pomiędzy produktami, które zidentyfikowano na diagramie struktury produktów.